# Манизер, Матвей Генрихович
Матве́й Ге́нрихович Ма́низер (1891—1966) — русский и советский скульптор, сторонник академизма, весомая фигура среди ленинградских и московских ваятелей первых советских десятилетий, педагог; сын живописца Генриха Манизера. Один из первых действительных членов и вице-президент Академии художеств СССР (с 1947). Народный художник СССР (1958). Лауреат трёх Сталинских премий (1941, 1943, 1950).
Автор посмертной маски И. В. Сталина.

## Биография
Матвей Манизер родился 5 (17) марта 1891 года в Санкт-Петербурге в семье известного художника Генриха Манизера.
В 1909—1914 годах учился на физико-математическом факультете Санкт-Петербургского университета. Одновременно, в 1908—1909 годах занимался в Центральном училище технического рисования имени А. Л. Штиглица, в 1909—1911 — в Рисовальной школе Товарищества передвижных художественных выставок, в 1911—1916 — в Высшем художественном училище при Императорской Академии художеств. Воспитанник Г. Р. Залемана и В. А. Беклемишева, под надзором которого создавал скульптуры на библейские и мифологические темы.
В 1920 году — заведующий Агитскульптурной мастерской Политуправления Московского военного округа. Активный участник программы монументальной пропаганды
С 1921 года — на преподавательской работе: ВХУТЕМАС—Вхутеин (1921—1929, Ленинград), Институт живописи, скульптуры и архитектуры имени И. Е. Репина (1935—1941 и 1945—1947, профессор с 1939, Ленинград), Московское высшее художественно-промышленное училище (1946—1952), Московский художественный институт имени В. И. Сурикова (1952—1966).
С 1941 года жил в Москве. В 40-е годы скульптором была выполнена статуя А. С. Пушкина для нового здания вокзала в городе Пушкин (станция Детское село).
Большие монументальные работы осуществил для Московского метрополитена. Наиболее известна станция «Площадь Революции» (1936—1939), где в низких углах арочных проходов размещены большие фигуры с атрибутами различных родов деятельности — пограничник с собакой, птичница с курицей, молодой рабочий с шестерёнкой и т. д. Также скульптуры его работы установлены на станции метро Партизанская.
В 1943 году передал присуждённую ему Сталинскую премию суммой 100 000 рублей в Фонд обороны.

Надгробный памятник
на Новодевичьем кладбище

С 1926 года — член АХРР. В 1937—1941 годах — председатель правления Ленинградского отделения Союза советских художников. Действительный член и вице-президент АХ СССР (с 1947).
Член ВКП(б) c 1941 года.
Матвей Генрихович Манизер скончался 20 декабря 1966 года в Москве; похоронен на Новодевичьем кладбище (уч. 6).

### Семья
- Отец — Манизер, Генрих Матвеевич (1847—1925), российский художник
- Брат — Манизер, Генрих Генрихович (1889—1917), российский этнограф и языковед. Основные труды по этнографии и языкам индейцев Южной Америки, собрал богатые этнографические коллекции.
- Первая жена — Блезе-Манизер, Лина Валериановна (1891—1924), скульптор.
- Вторая жена — Янсон-Манизер, Елена Александровна (1890—1971), художник, скульптор. Заслуженный деятель искусств РСФСР (1968).
  - Сын — Манизер, Гуго Матвеевич (1927—2016), художник. Заслуженный деятель искусств РСФСР (1981).
  - Сын — Манизер, Отто Матвеевич (1929—1987), скульптор. Заслуженный деятель искусств РСФСР (1986), профессор[6].
  - Дочь — Стелла Матвеевна Манизер (1924—1979) художник

## Награды и звания
- Заслуженный деятель искусств РСФСР
- Заслуженный деятель искусств Белорусской ССР (1933)
- Заслуженный деятель искусств Украинской ССР (1935)
- Народный художник РСФСР (1943)
- Народный художник СССР (1958)
- Доктор искусствоведения (1939)
- Сталинская премия второй степени (1941) — за памятник В. И. Ленину в Ульяновске (1940)[7]
- Сталинская премия первой степени (1943) — за скульптуру «Зоя Космодемьянская» (1942)[8]
- Сталинская премия второй степени (1950) — за памятник академику И. П. Павлову в Рязани (1949)
- Орден Ленина
- Орден Красной Звезды
- Медаль «За доблестный труд в Великой Отечественной войне 1941—1945 гг.»
- Медаль «В память 800-летия Москвы»

## Работы (памятники монументальной скульптуры)
- Памятник Тарасу Шевченко в Харькове (1935) и Киеве (1938), а также в Каневе (1939) на могиле поэта
- Памятник В. Володарскому (1925) на проспекте Обуховской Обороны в Ленинграде
- «Памятник Жертвам 9 января 1905 года» (1932) на кладбище Памяти жертв 9-го января (бывшем Преображенском православном) в Ленинграде
- Памятник Д. И. Менделееву (1928) во дворе Технологического института на Московском проспекте в Ленинграде
- Памятник Владимиру Ленину в Петрозаводске (архитектурный проект — Лев Ильин)
- Памятник Ленину (1925) в Самаре
- Памятник В. И. Чапаеву в Самаре (1932), авторская копия которого (1933) установлена в Ленинграде
- Памятник В. И. Ленину перед Домом правительства в Минске (1933)
- В. В. Куйбышеву (1938) в Самаре
- С. М. Кирову в Кировске, Мурманская область (1938)
- Памятник Ленину в Ульяновске (1940)
- Бюст М. Б. Шенкмана на территории авиазавода № 18 в Куйбышеве (1943)
- И. П. Павлову в Рязани (1949)
- Памятник Мичурину в Мичуринске (1950)
- Барельеф на могиле И. В. Мичурина в Мичуринске (1955)
- Памятник В. И. Ленину в Ташкенте (1956)
- Памятник И. Н. Ульянову в Ульяновске (1957)
- Памятник Илье Репину в Москве (1958)
- Памятник Ленину в Москве у стадиона «Лужники» (1960, копия памятника в Ульяновске)
- В. И. Ленину в Йошкар-Оле (1966)
- Зое Космодемьянской в Третьяковской галерее (1942) и в Московском парке Победы в Ленинграде (1951)
- барельеф Пушкина на месте его последней дуэли (1937)
- Бюст трижды Героя Советского Союза Александра Покрышкина в Новосибирске (1949)
- барельеф «Рабочий» на здании Петровского пассажа в Москве[9].
- памятники на станции метро Партизанская: Матвею Кузьмину, Зое Космодемьянской, групповой памятник «Партизаны» (в центре Павел Елисеевич Кривоносов, справа Тося Петрова).

К числу наиболее известных работ художника относится скульптура «Дискобол», история которой восходит, по воспоминаниям автора, к серии работ «на физкультурные темы», выполненной в 1926 году совместно с Е. А. Янсон-Манизер и Т. С. Кирпичниковой:

«Эти сравнительно небольшие вещи впоследствии получили распространение в бронзовых и цинковых отливках завода „Красный Выборжец“, предназначенных для призов. Одна из этих фигурок, попав в Харьков, послужила поводом к заказу большой фигуры „Дискобол“, которую я выполнил в 1927 году. Бронзовые отливки её находятся в Харькове и в Парках Культуры и Отдыха в Ленинграде и в Москве»— М. Г. Манизер

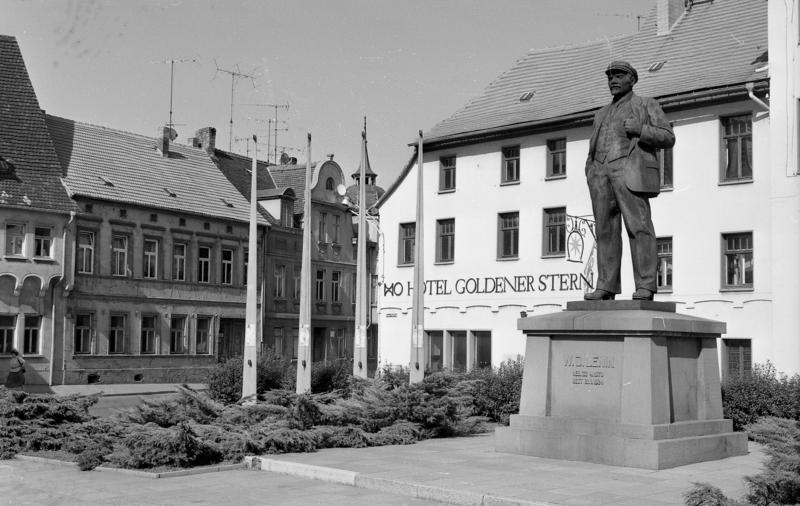
Памятник В. И. Ленину в Лютерштадт-Айслебен
Скульптурная группа «Партизаны» в вестибюле станции метро Партизанская

## Памятники М. Г. Манизера в филателии

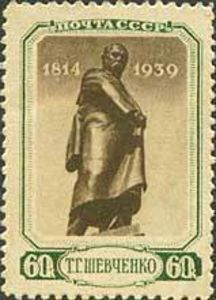
Почтовая марка СССР (1939).
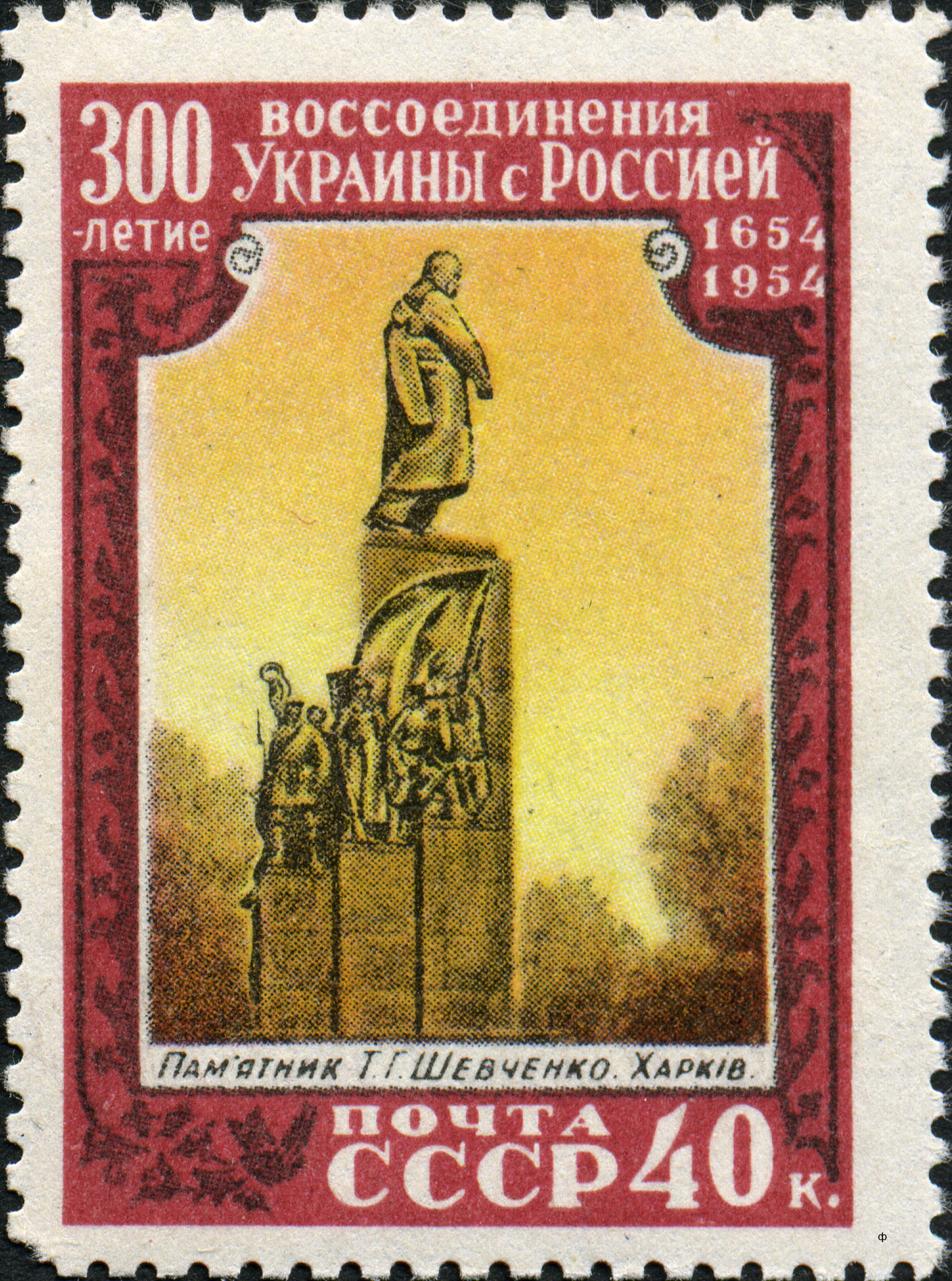
Почтовая марка СССР (1954).
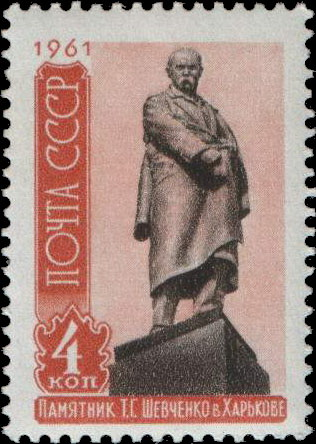
Почтовая марка СССР (1961).
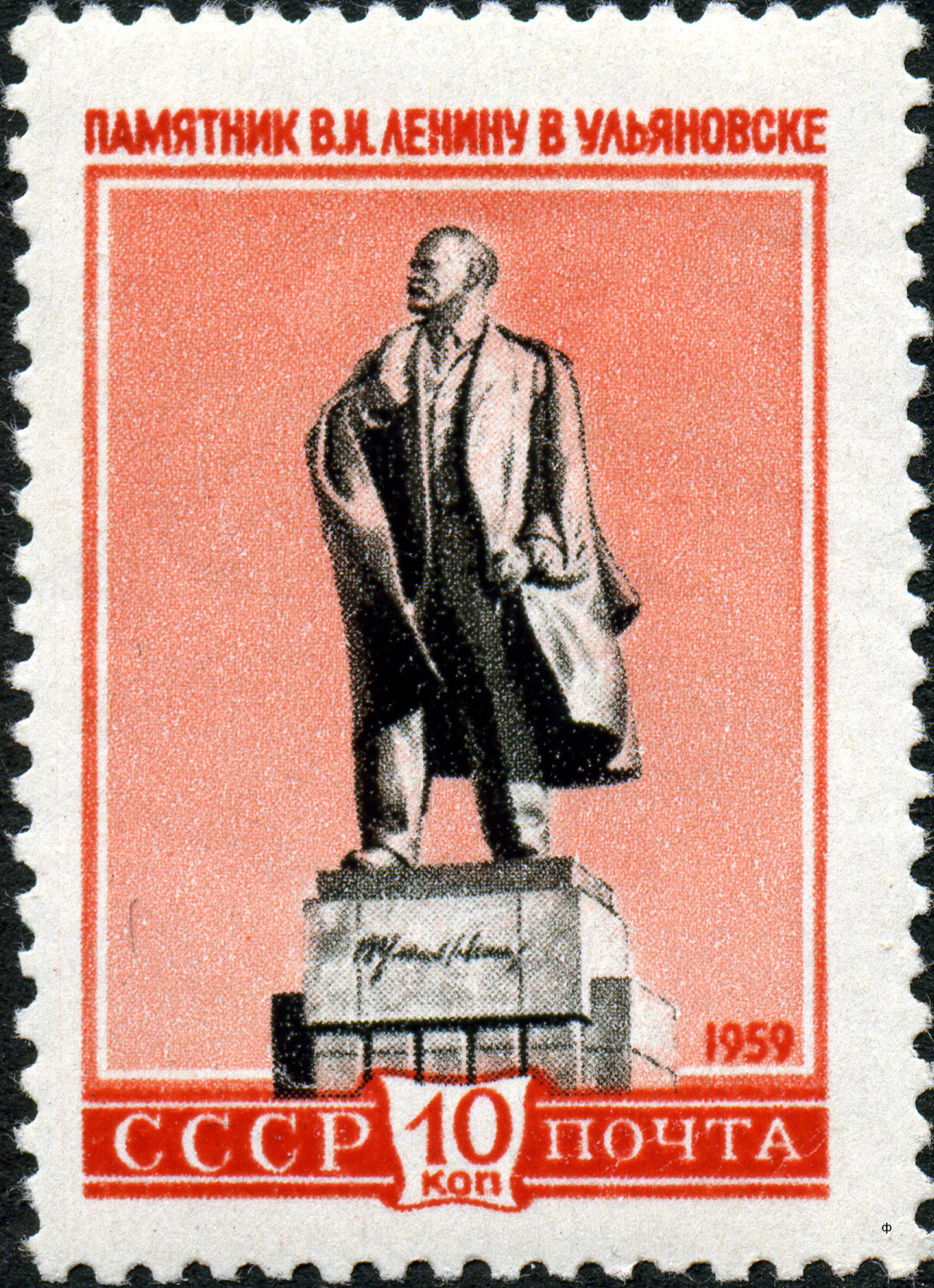
Почтовая марка СССР (1959).
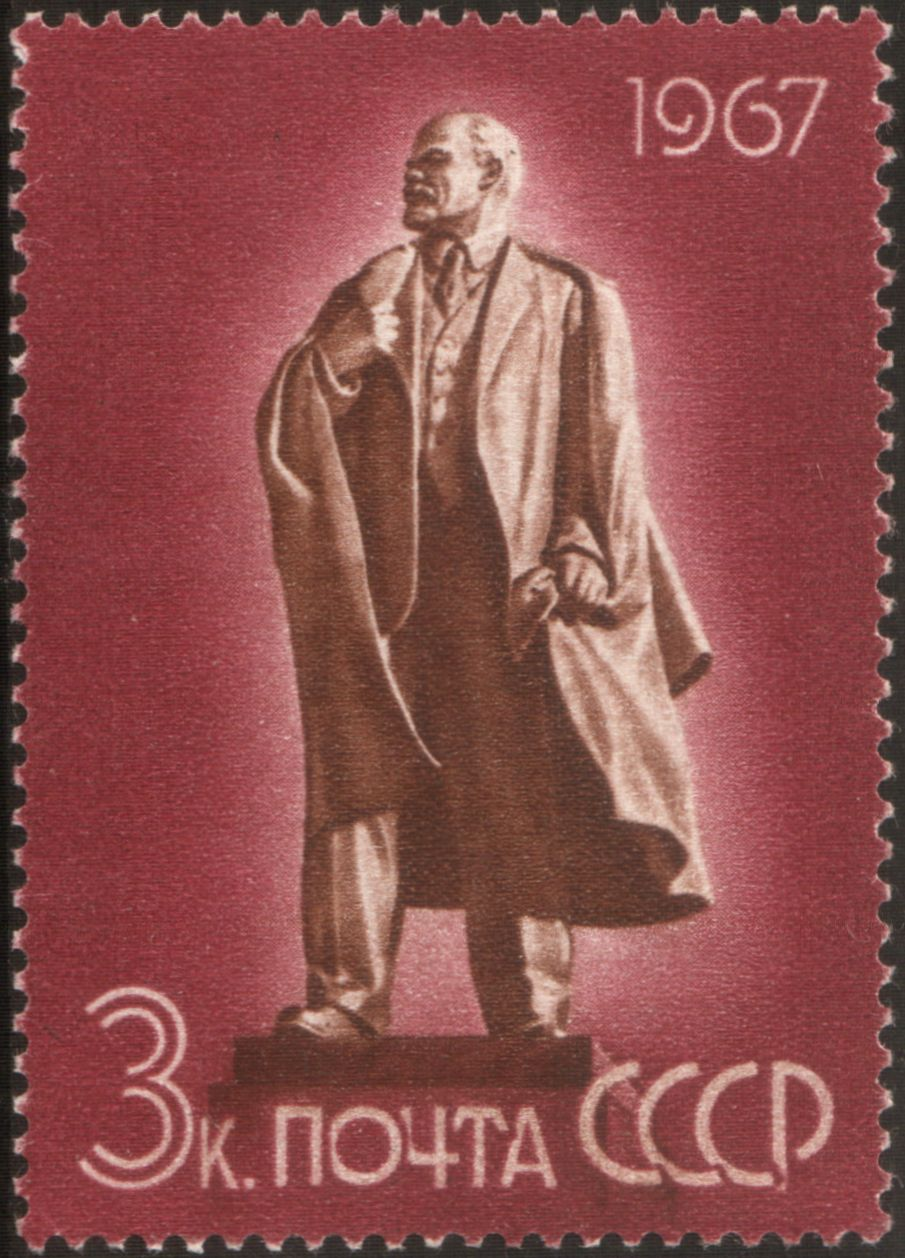
Почтовая марка СССР (1967).
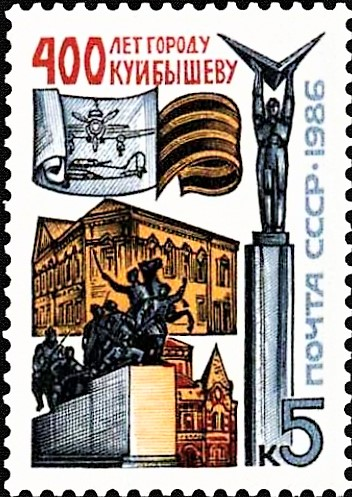
Почтовая марка СССР (1986). Памятник Чапаеву в Самаре.
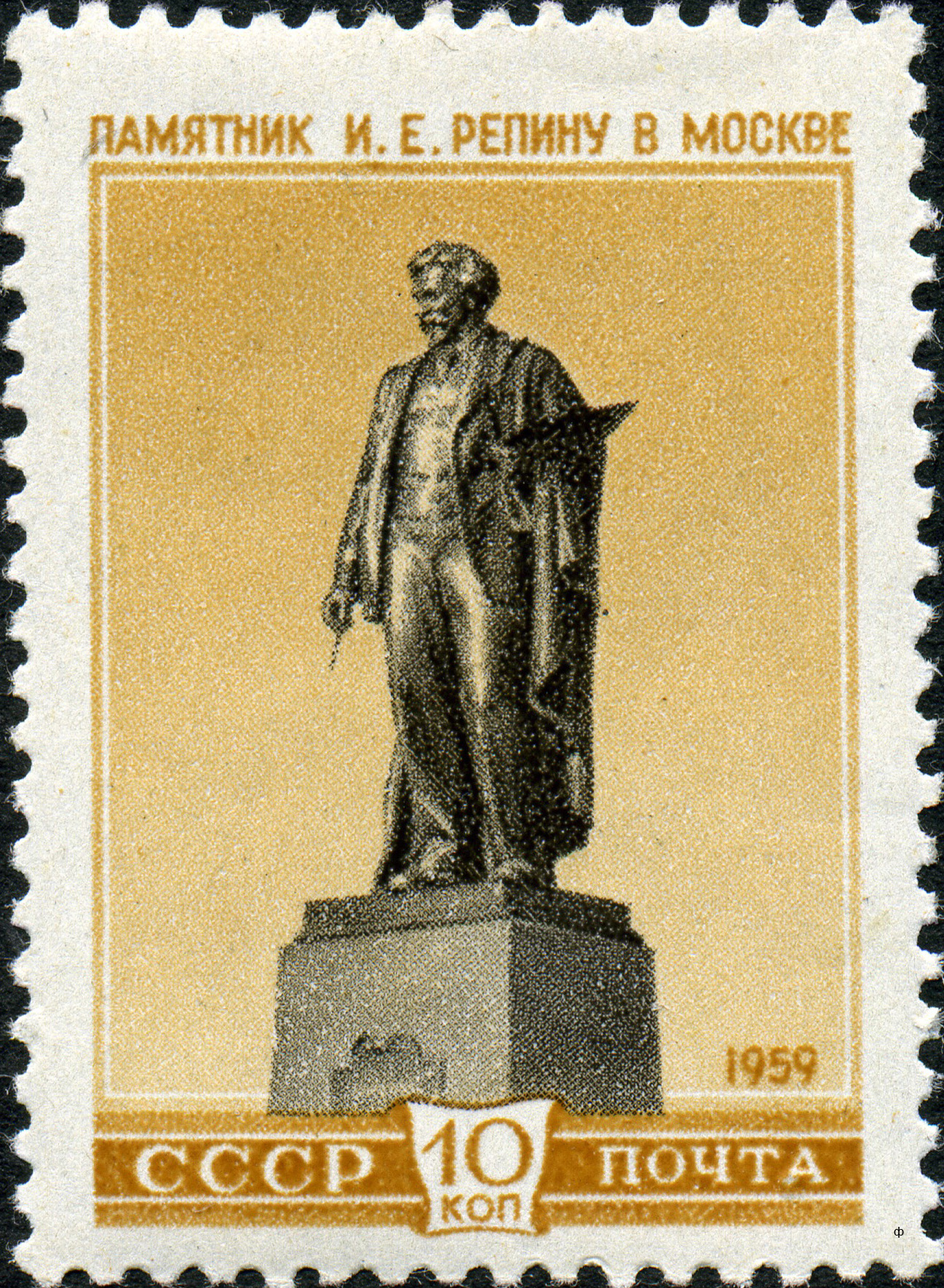
Памятник Репину в Москве на почтовой марке СССР. 1959 г.
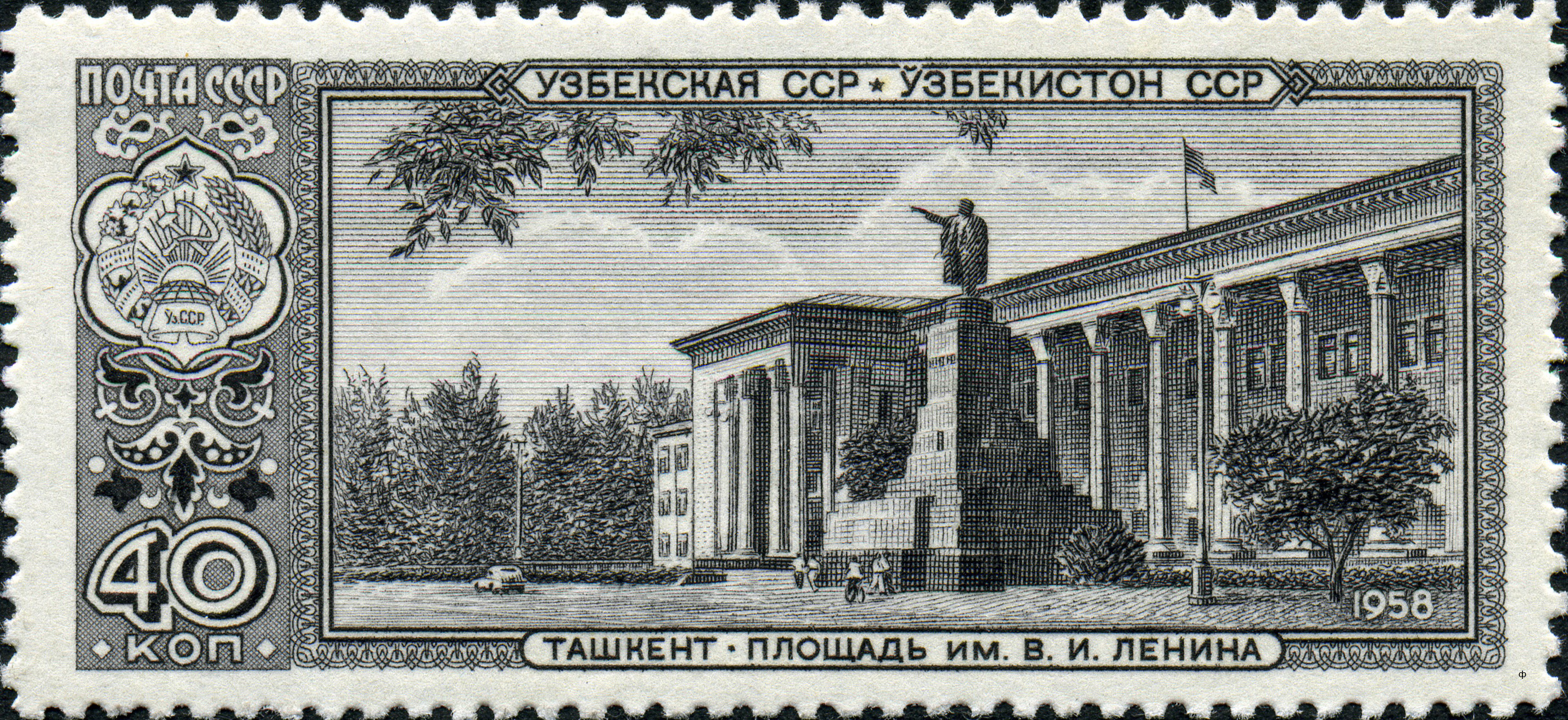
Почтовая марка СССР (1958). Памятник Ленину в Ташкенте.

## Сочинения
- Скульптор о своей работе, том 1-2, Москва, Ленинград, 1940—52[11].

## Ученики
- Кузнецов, Ксанфий Андреевич
- Першудчев, Иван Гаврилович
- Гликман, Гавриил Давидович
- Гадаев, Лазарь Тазеевич

## Память
- В честь скульптора назван завод художественного литья «Монументскульптура» (Санкт-Петербург, Расстанный проезд, 1).
- В 1965 году на киностудии «Центрнаучфильм» был создан фильм-портрет «Призвание скульптора» о М. Г. Манизере (режиссёр Томберг, Владимир Эрнестович).
- В честь скульптора названа улица в Харькове.